# 송청

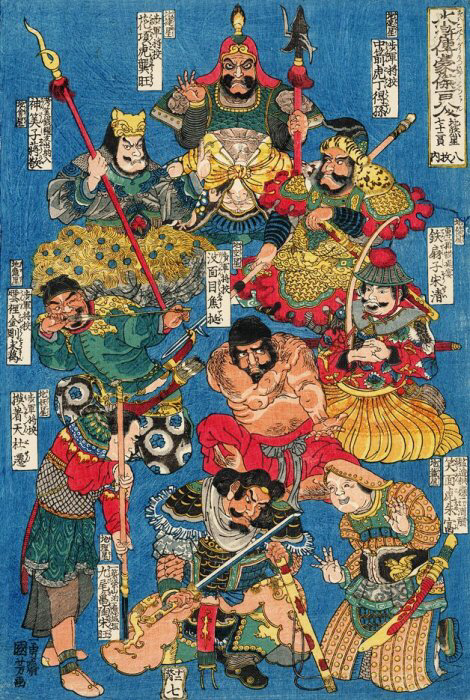

송청(宋淸)은 중국의 사대기서(四大奇書) 중 하나인 《수호전》(水滸傳)에 등장하는 인물로, 108성 중 76위이자 지살성(地煞星)의 지준성(地俊星)에 해당한다. 양산박(梁山泊)에서의 역할인 연회(宴會) 준비를 할 때 부채를 이용했던 것으로 인해 철선자(鐵扇子)라는 별호로 불리며, 양산박 총두령인 송강(宋江)의 동생이다.

## 생애
제주(濟州) 송가촌(宋家村)의 지주(地主)의 아들이며, 형 송강(宋江)이 운성현(鄆城縣)의 서리(胥吏)를 맡고 있었기 때문에 송청이 가업을 잇게 되었다. 어느 날 북경(北京)의 유수사(留守使)인 양세걸(梁世傑)이 자신의 장인인 채경(蔡京)의 생일 선물로 보내는 생신강(生辰綱)을 동계촌(東溪村)의 촌장(村長)인 조개(晁蓋) 일행이 강탈했으며, 그 사실을 우연히 송강이 알게 되었다. 조개가 의협심이 강하고 인망이 높기로 유명했기 때문에 송강은 조개를 도와주었으며, 이를 송강의 아내인 염파석(閻婆惜)이 알아챈 뒤 송강을 협박해 결국 송강은 염파석을 살해한 뒤 송가촌으로 도망쳤다. 이에 송청은 송강에게 후주(後周) 황제의 후손으로 단서철권(丹書鐵券)이 하사되어 있는 시진(柴進)에게 몸을 의탁하라고 권했으며, 송강 또한 이에 따라 잠시 동안 시진의 집에서 식객(食客)으로 지냈다.
이후 아버지가 형 송강을 매우 걱정하자 송청은 송강에게 아버지가 죽었다는 거짓 편지를 쓴 뒤 석용(石勇)을 통해서 송강에게 보냈고, 양산박(梁山泊)으로 향하던 송강은 편지를 읽은 뒤 즉시 집으로 돌아오게 되었다. 그 뒤 송청은 아버지와 함께 송강에게 은사령(恩赦令)이 내려졌으니 송강에게 자수하라고 설득하였고, 결국 송강은 관에 자수해 강주(江州)로 유배되었다. 하지만 송강은 유배지에서 모반을 하려 했다는 누명을 쓰고 처형될 위기에 처했고, 결국 양산박 산적들이 유배지로 가 송강을 구출했다. 이후 송강은 양산박의 일원으로 합류했고, 송청과 아버지 또한 양산박 산적들이 데려갔다.
108성 집결 이후에는 양산박의 연회 준비를 담당했으며, 방랍(方臘)의 난을 평정한 뒤 양산박 군이 해산한 이후에는 관직이 수여되었으나 이를 거절하고 죽은 아버지 대신 가업을 이었다. 이후 아들 송안평(宋安平)은 과거(科擧)에 급제하였고, 비서학사(秘書學士)에 천거되었다.